# 伊斯坦
伊斯坦，是西班牙安达卢西亚自治区马拉加省的一个市镇。 总面积99平方公里，
2001年普查人口總數為1343人，人口密度為每平方公里14人。